# Dubiwśkyj
Dubiwśkyj (ukr. Дубівський) – osiedle typu miejskiego na Ukrainie, w obwodzie ługańskim, w faktycznie niefunkcjonującym rejonie roweńkowskim, od 2014 pod kontrolą marionetkowej, zależnej od Rosji Ługańskiej Republiki Ludowej. W 2001 liczyło 4550 mieszkańców, spośród których 646 wskazało jako ojczysty język ukraiński, 3892 rosyjski, 3 mołdawski, 1 bułgarski, 3 białoruski, 1 niemiecki, 3 inny, a 1 osoba się nie zadeklarowała.